# Carnoy
Carnoy és un municipi francès situat al departament del Somme i a la regió dels Alts de França. L'any 2007 tenia 108 habitants.

## Demografia

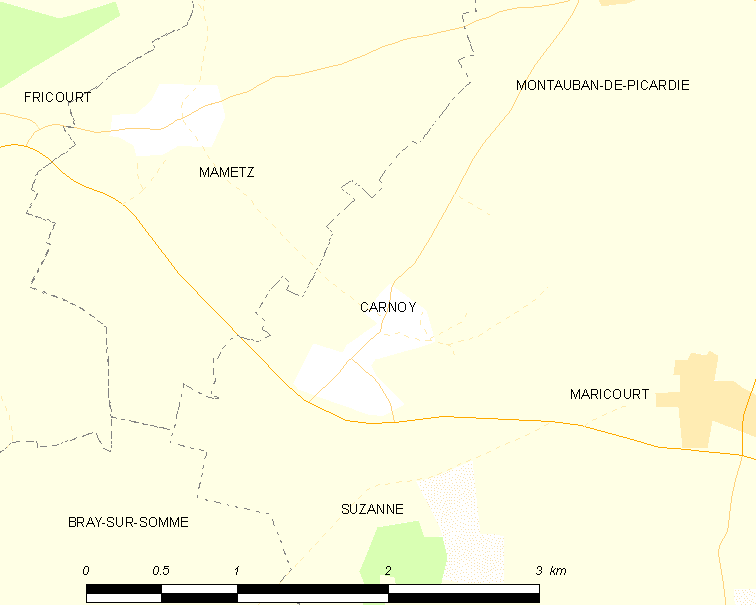
Mapa del municipi

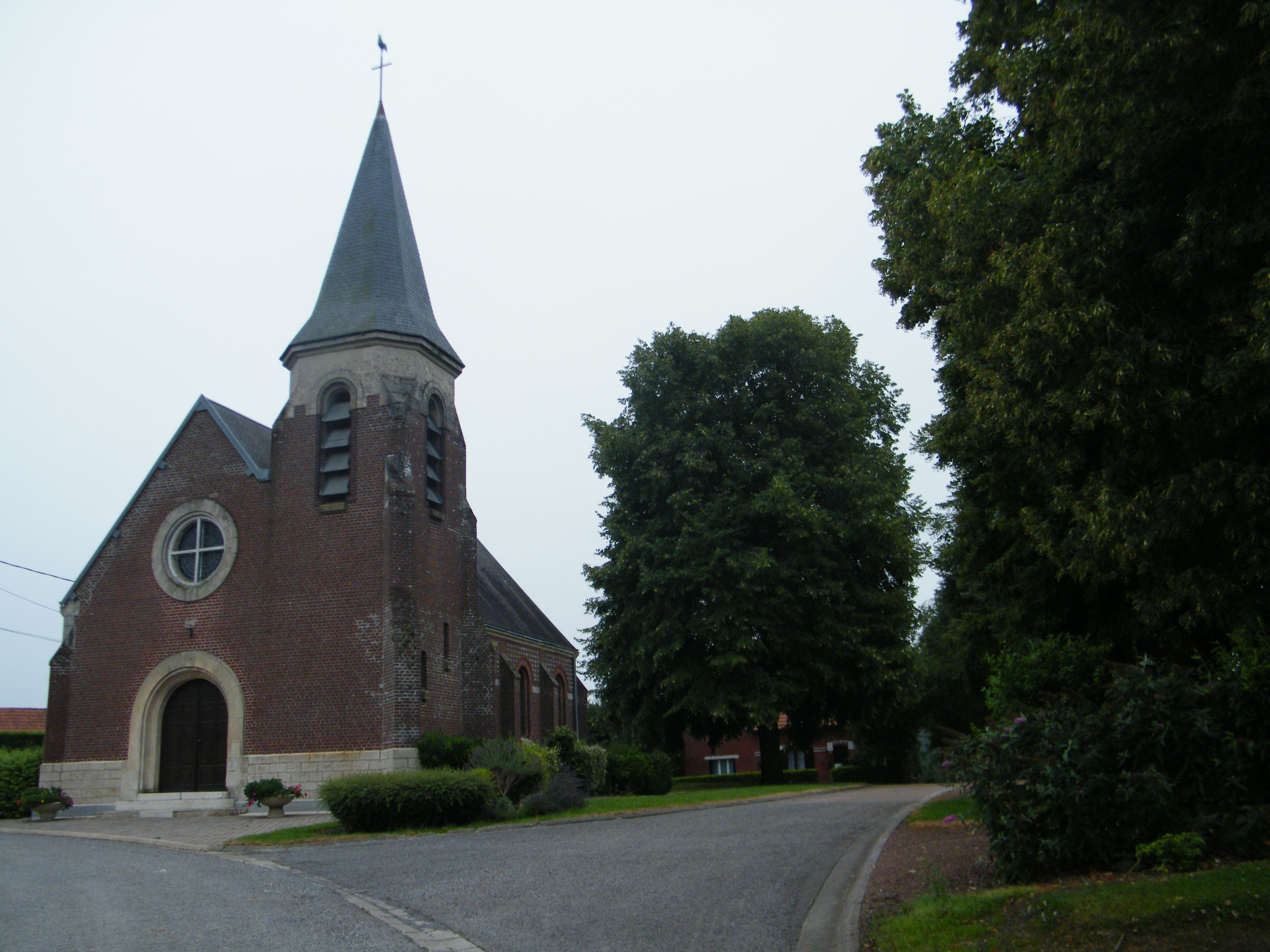
Església

### Població
El 2007 la població de fet de Carnoy era de 108 persones. Hi havia 32 famílies de les quals 4 eren unipersonals (4 dones vivint soles i 4 dones vivint soles), 16 parelles sense fills i 12 parelles amb fills.
La població ha evolucionat segons el següent gràfic:

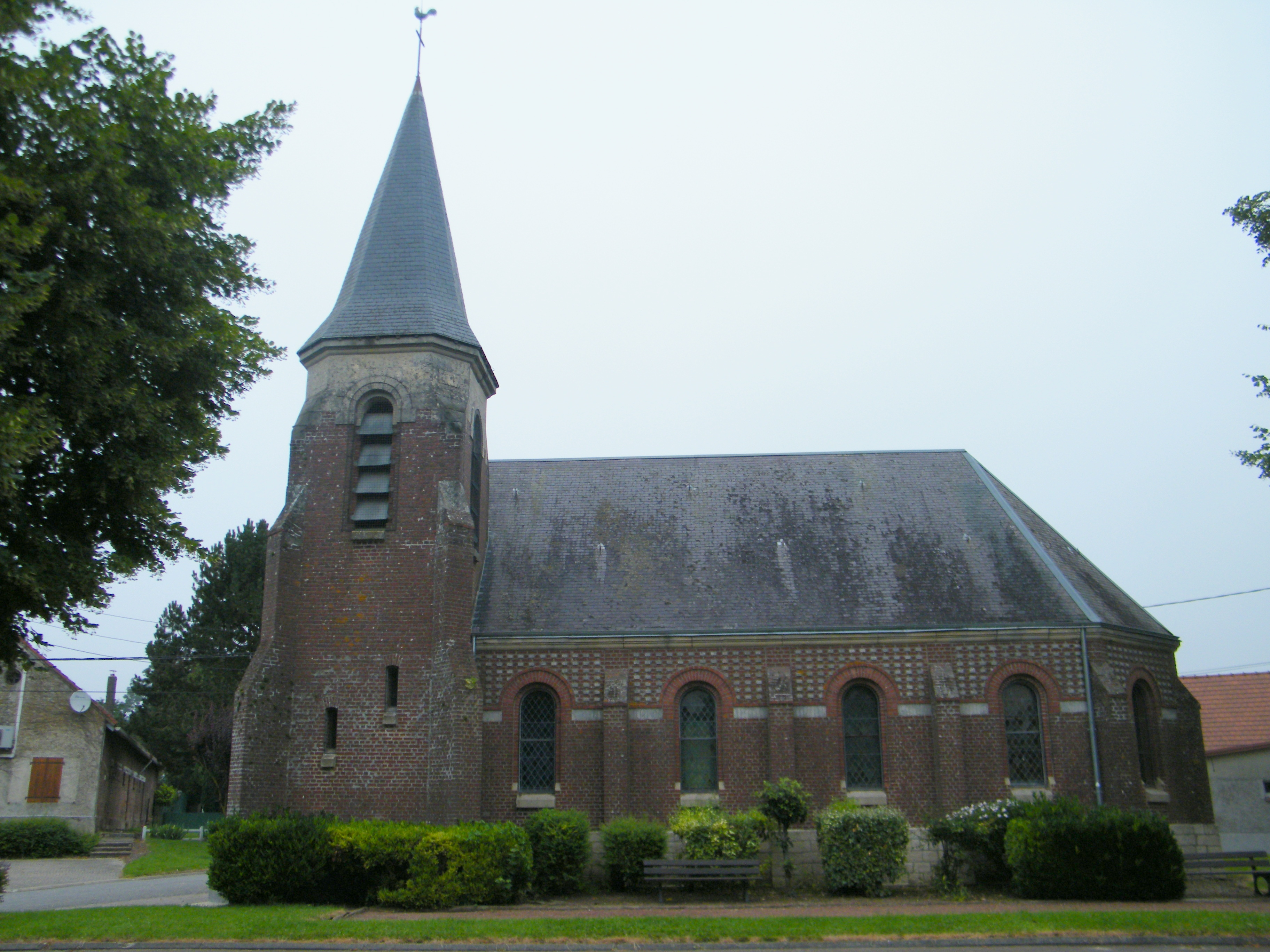
Església

Habitants censats

### Habitatges
El 2007 hi havia 46 habitatges, 37 eren l'habitatge principal de la família, 6 eren segones residències i 3 estaven desocupats. Tots els 46 habitatges eren cases. Dels 37 habitatges principals, 31 estaven ocupats pels seus propietaris, 5 estaven llogats i ocupats pels llogaters i 1 estava cedit a títol gratuït; 1 tenia dues cambres, 5 en tenien tres, 14 en tenien quatre i 18 en tenien cinc o més. 35 habitatges disposaven pel capbaix d'una plaça de pàrquing. A 12 habitatges hi havia un automòbil i a 25 n'hi havia dos o més.

### Piràmide de població
La piràmide de població per edats i sexe el 2009 era:
| Homes | Edats   | Dones |
| ----- | ------- | ----- |
| 0     | 95 o +  | 0     |
| 4     | 90 a 94 | 4     |
| 0     | 85 a 89 | 0     |
| 0     | 80 a 84 | 4     |
| 0     | 75 a 79 | 0     |
| 4     | 70 a 74 | 4     |
| 4     | 65 a 69 | 4     |
| 4     | 60 a 64 | 4     |
| 0     | 55 a 59 | 0     |
| 0     | 50 a 54 | 0     |
| 0     | 45 a 49 | 0     |
| 4     | 40 a 44 | 4     |
| 8     | 35 a 39 | 4     |
| 0     | 30 a 34 | 0     |
| 0     | 25 a 29 | 4     |
| 8     | 20 a 24 | 0     |
| 0     | 15 a 19 | 4     |
| 4     | 10 a 14 | 0     |
| 0     | 5 a 9   | 0     |
| 0     | 0 a 4   | 0     |

## Economia

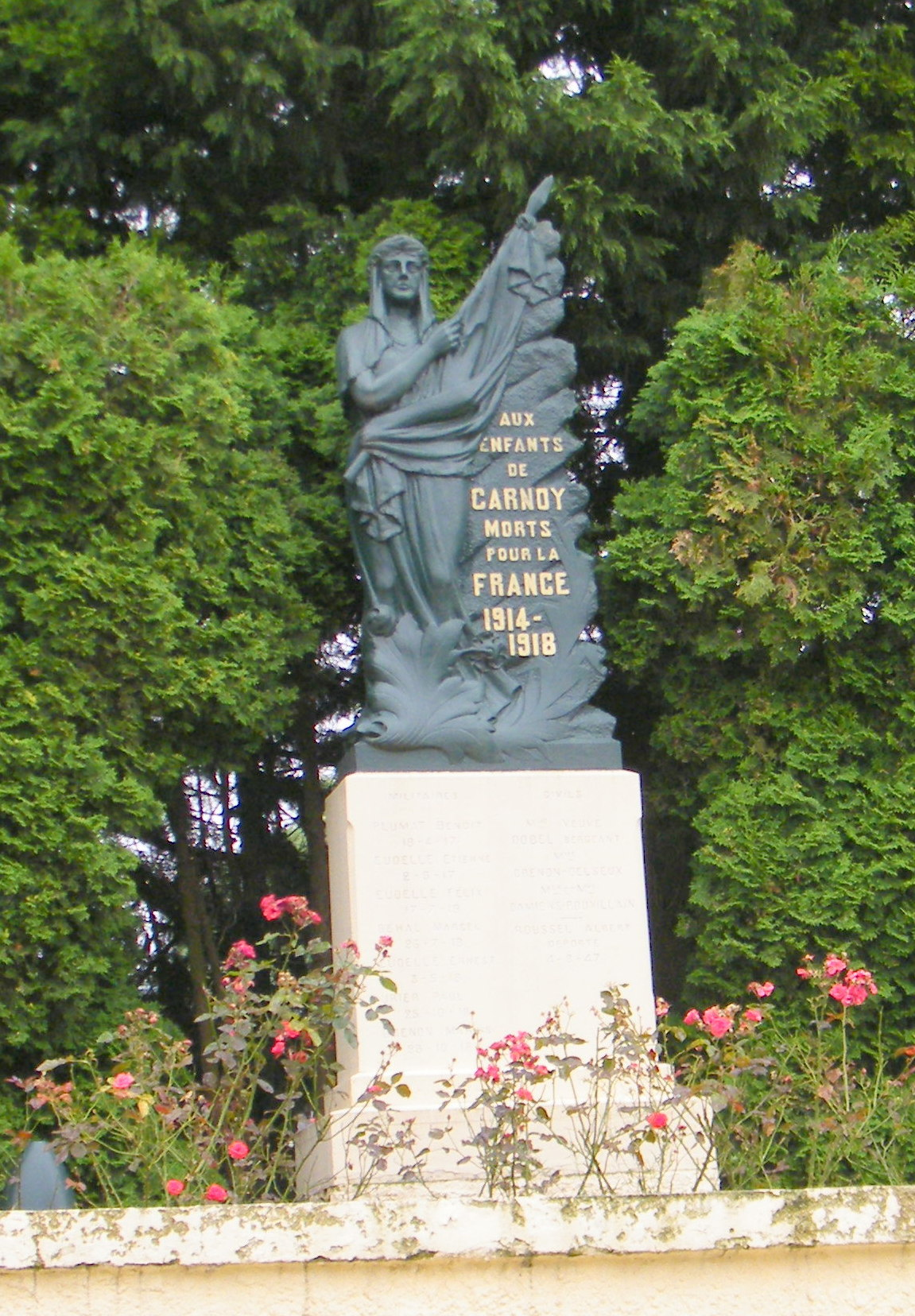

El 2007 la població en edat de treballar era de 77 persones, 55 eren actives i 22 eren inactives. De les 55 persones actives 54 estaven ocupades (31 homes i 23 dones) i 1 aturada (1 dona i 1 dona). De les 22 persones inactives 2 estaven jubilades, 9 estaven estudiant i 11 estaven classificades com a «altres inactius».
Activitats econòmiques

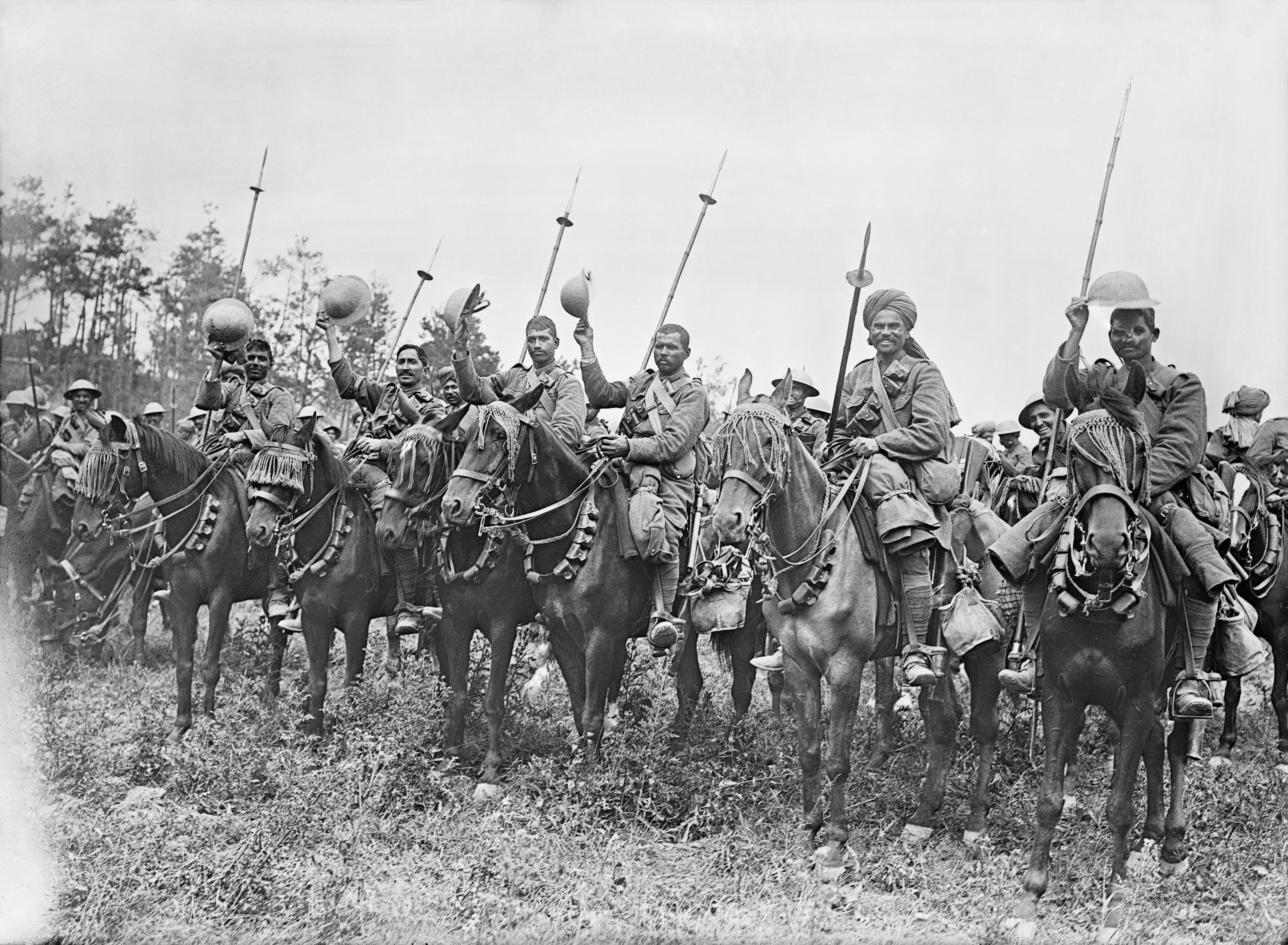
Cavallers del Deccan a la Primera Guerra Mundial

L'únic establiment que hi havia el 2007 era d'una empresa de transport.
L'any 2000 a Carnoy hi havia 4 explotacions agrícoles que ocupaven un total de 184 hectàrees.

## Poblacions més properes
El següent diagrama mostra les poblacions més properes.